# Глозман, Валерий Борисович
Вале́рий Бори́сович Гло́зман (28 мая 1940 — 20 мая 2014) — акробат, артист цирка, цирковой режиссёр, инспектор манежа. Заслуженный работник культуры РСФСР (1991).

## Биография
Начал свою трудовую деятельность в конце 1950-х годов в качестве артиста-акробата, работал с номерами «Комические акробаты на столе» и «Комические акробаты на ходулях». Был участником и исполнителем ролей в спектаклях «Трубка мира», «Карнавал на Кубе», «Бахчисарайская легенда», «Царевна Несмеяна» и многих других. В 1965 году, окончив первые в Союзгосцирке курсы режиссеров-инспекторов манежа, параллельно с работой в номере стал работать и режиссером-инспектором манежа.
Закончив акробатическую деятельность в начале 1980-х, полностью посвятил себя цирковой режиссуре. С начала восьмидесятых годов работал в Тульском Государственном цирке в постановочной группе. Был сопостановщиком с режиссерами Калмыковым Д. И. и Калмыковым А. Д. спектаклей «Левша», «Остров сокровищ», «Оборона Тулы», «Светлана» и других.
Одним из важных периодов деятельности Глозмана был период его двенадцатилетних сезонов в Московском летнем цирке в Парке культуры им. Горького. Глозман занимался постановкой тематических программ цирка: посвященных «Дню Победы», «Международным играм Доброй Воли», «Возьмемся за руки, друзья» и др. Неоднократно, как руководитель, вывозил программы за рубеж, среди стран, в которых проводились гастроли, были Ирак, Афганистан, Йемен, Германия, Южная Корея, Франция.
С 1995 года по ноябрь 2004 года работал в качестве режиссёра-инспектора манежа в Большом Московском государственном цирке на проспекте Вернадского, принимая участие как сопостановщик и исполнитель ролей в спектаклях, таких как «Планета Твин-Пикс», «На арене Москвичи», «Приключения Карабаса Барабаса» «Свадьба соек». С ноября 2004 года возглавлял Департамент организации гастролей Российской государственной цирковой компании.
Скончался 20 мая 2014 года.

## Награды  и звания
- Заслуженный работник культуры РСФСР (8 октября 1991 года) — за заслуги в области советской культуры и многолетнюю плодотворную работу[1].
- В июне 2004 года он был избран академиком Национальной Академии циркового искусства.
- В 2010 году В. Г. Глозман был награжден двумя общественным наградами: орденом «За службу России» и орденом благотворительного фонда «Церковь и культура». Также награждался различными медалями.

## Семья
- Жена — Галина Тарбеева (1938—1994) — артистка цирка, исполнительница пластического этюда.
- Сын — Антон Тарбеев (род. 1969) — артист цирка, исполнитель номера «Эквилибр на моноцикле с диаболо», дипломант всесоюзного конкурса артистов цирка (1992), один из первых исполнителей в России трюка жонглирование тремя катушками диаболо.